# Sajókeresztúr
Sajókeresztúr es un pueblo de Borsod-Abaúj-Zemplén, al noreste de Hungría. Se encuentra a unos 7 km al norte de Miskolc entre Szirmabesenyo y Sajóecseg. Hay una guardería, una escuela primaria (Eötvös József Általános Iskola) y (Sajókeresztúri Fociklub) un equipo de fútbol en el pueblo.

## Historia
Sajókeresztúr es un asentamiento habitado desde la prehistoria. Es uno de los asentamientos a lo largo del río Sajó, cerca de las montañas de Bükk, que fue puesto en el camino del desarrollo de la ciudad de mercado por la viticultura, la producción de vino y el comercio.
La primera referencia gráfica a su existencia se mantuvo a partir de los siglos XIV al XV en el libro de registro de las fincas de la familia Miskolc, denominada «Keresztwr». Debe su nombre a su iglesia, que fue mencionado como ‘ecclesia Sancte Crucis’ en los documentos de registro papales.
Sajókeresztúr era propiedad de una de las más importantes familias de propietarios de tierras de la época, la familia Bebek. Se obtuvo el rango de ciudad comercial en el siglo XVII. Sus habitantes estaban pasando por torturar a veces bajo los turcos. En la historia moderna de la liquidación de las obras Borsod Metal, que fueron construidos en los límites del asentamiento, pero ya no funcionan, jugó un papel importante.

## Población
El 97% de la población es húngara, el 3% se declara gitana.

## Monumentos
En el pueblo hay una iglestia católica y otra protestante.